# 若葉市之丞
若葉 市之丞（わかば いちのじょう、日本の元俳優。本名、最上 瞬介（もがみ しゅんすけ）。大衆演劇の若葉五兄弟（チビ玉三兄弟）の次男として知られる。

## 人物
- 身長：173cm
- 体重：64kg
- 血液型：B型
- 5人兄妹（4男1女）の次男。
- 1989年12月に初舞台を踏む。

### 兄弟
- 兄・若葉紫
- 弟・若葉竜也
- 弟・若葉克実
- 妹・若葉美花子

## 出演

### ドラマ
- 「蝉しぐれ」(2003年、NHK)

### 舞台
- 新生若葉劇団全公演
- 蜷川幸雄演出「身毒丸」
- 蜷川幸雄演出「草迷宮」